# Trichonta pseudolanguida
Trichonta pseudolanguida är en tvåvingeart som beskrevs av Zaitzev 1999. Trichonta pseudolanguida ingår i släktet Trichonta och familjen svampmyggor. Inga underarter finns listade i Catalogue of Life.